# كلارنس لوف
كلارنس لوف (بالإنجليزية: Clarence Love)‏ هو لاعب كرة قدم أمريكية أمريكي، ولد في 16 يونيو 1976 في جاكسون في الولايات المتحدة.

## وصلات خارجية
- كلارنس لوف على موقع مرجع كرة القدم المحترفة.كوم (الإنجليزية)